# Spejdermuseet Holmen
Spejdermuseet Holmen var et museum, drevet af Det Danske Spejderkorps har tidligere været placeret i forbindelse med korpsets korpskontor på Arsenalvej 10 på den gamle Flådestation Holmen i København. Musset udstillede genstande fra korpsets historie, fra spejderbevægelsens begyndelse i 1909, over sammenlægningen af det daværende DDS og Det Danske Pigespejderkorps til det nuværende korps i 1973, og til nutiden. Det passes af frivillige kræfter.
Museets fysiske udstilling er lukket i september 2018, da bygningen skulle ombygges til kontorer for bl.a. landsforbundet DUI-Leg og Virke, men ved korpsrådsmødet i 2019 blev korpsledelsen pålagt at sørge for at museet kunne fortsætte et nyt sted inden for en given tidsramme.